# Phobetinus sagittifer
Phobetinus sagittifer là một loài nhện trong họ Mimetidae.
Loài này thuộc chi Phobetinus. Phobetinus sagittifer được Eugène Simon miêu tả năm 1895.